# Изогуанин
Изогуани́н, или 2-гидроксиадени́н, — органическое соединение, азотистое основание, изомер гуанина. Продукт окисления ДНК, который способен приводить к мутациям. Используется в комбинации с изоцитозином, с которым образует 3 водородных связи благодаря комплементарности с последним, при исследовании искусственных аналогов нуклеиновых кислот, образующих спаренные основания в структуре ДНК.